# Acacia caroleae
Acacia caroleae é uma espécie de leguminosa do gênero Acacia, pertencente à família Fabaceae.

## Descrição
O arbusto ou árvore tipicamente cresce até uma altura máxima de 7 m, com muitos galhos, que costumam crescer mais ou menos paralelamente ao tronco principal. A casca é cinzenta e áspera, com fissuras longitudinais. Como muitas espécies do gênero Acacia, possui filídios ao invés de folhas verdadeiras. Os filídios são lisos, coriáceos, não caem na estação seca, e possuem uma forma lisa e reta, ocasionalmente apresentando pequena curvatura. Esses filídios vão de 5 a 21 cm de comprimento, e de 1,2 a 2,8 cm de largura. As planta floresce em agosto, e suas flores são de coloração amarela-dourada.